# La Pierreuse (peinture)
Pour les articles homonymes, voir La Pierreuse.
La Pierreuse est une œuvre de Edmond Aman-Jean représentant une pierreuse (prostituée de rue en argot) et exposée au musée Baron-Martin de Gray (département français de la Haute-Saône).

## Contexte
Edmond Aman-Jean est un peintre, graveur, lithographe, né à Chevry-Cossigny et mort à Paris. Élève de Lehmann, d'Hébert, de Mersan à Paris, il s’est lié avec Georges Seurat et Ernest Laurent. Il exposa régulièrement au Salon de la Nationale.
Edmond Aman-Jean a déménagé à Paris pour vivre avec son oncle après la mort de ses parents. Après avoir travaillé brièvement dans l’atelier de Justin Lequien, il s’inscrit à l’École des Beaux-Arts, où il étudie avec Georges Seurat sous la direction de Henri Lehmann. Puis Edmond Aman-Jean et Georges Seurat décident de quitter l’école, se rendant compte de leurs intérêts communs.

## Description
Ce tableau représente le portrait d’une jeune prostituée (pierreuse) renfrognée assise et accoudée à une table au bord de l’eau, Aman-Jean oppose de façon appuyée et singulièrement moderne la silhouette massive et butée à la carrure et aux mains grossies et déformées. Le  paysage est traité à la manière des impressionnistes dans des valeurs claires et par une touche fluente et fragmenté. Derrière la prostituée se trouve un lac puis un petit village qu’on peut considérer comme le sien. Le lac a une couleur bleu assez foncé alors que le village a des couleurs vives. La fille porte une jupe marron foncé tirant  sur le noir ainsi qu'une chemise blanche avec des taches de couleurs. Sur ses cheveux, on voit un nœud papillon de couleur bleu clair et elle a attaché ses cheveux avec un ruban de couleur rose.

## Analyse
Avec ce portait de jeune prostituée renfrognée assise et accoudée à une table au bord de l'eau, Edmond Aman-Jean oppose, de façon appuyée et singulièrement moderne, la silhouette massive et butée à la carrure et aux mains grossies et déformées au paysage traité à la manière des impressionnistes dans des valeurs claires et une touche fluente et fragmentée. La robustesse de la silhouette, son retranchement à l'intérieur d'elle-même, et son ancrage dans l'espace ne sont pas sans évoquer les recherches de son ami et longtemps compagnon d'atelier Georges Seurat, comme la connaissance et l'assimilation des apports des estampes japonaises.